# Suzanne Lalique-Haviland
Pour les articles homonymes, voir Haviland (homonymie).
Suzanne Lalique (née Suzanne Ledru le 4 mai 1892 à Paris et morte le 16 avril 1989 à Avignon, inhumée à Yzeures-sur-Creuse) est une illustratrice, décoratrice d'intérieur, artiste peintre et créatrice de costumes et décors française pour la Comédie-Française.
Elle est la fille de René Lalique, maître verrier et bijoutier français, et d'Augustine-Alice Ledru.

## Biographie
Suzanne Lalique est la fille de René Lalique et d’Augustine-Alice Ledru, elle-même fille du sculpteur Auguste Ledru, ami de Rodin. Après le décès précoce de sa mère en 1909, son père l’incite à exprimer ses talents de dessinatrice. Il la sollicite régulièrement pour sa créativité et son jugement. Suzanne conçoit flacons et boîtes à poudre pour la Maison Lalique, crée pour la manufacture de Sèvres, que ce soit seule ou en collaboration avec son père. En 1913, elle expose pour la première fois au Salon des artistes décorateurs des aquarelles, modèles pour impressions sur étoffes.
Prise en affection par Louise et Eugène Morand, futur directeur de l’École nationale des arts décoratifs, elle évolue dans un cadre quasi-familial aux côtés de Paul Morand et Jean Giraudoux. Eugène Morand l’initie à la peinture à l’huile. Giraudoux lui fait quant à lui découvrir les œuvres de Manet. Elle vit une partie de l'année au Prieuré de la Mothe, à Yzeures, où elle se plait à recevoir de jeunes peintres tels, Raymond Legueult, élève d'Eugène Morand aux Arts-Déco.
Par son mariage avec Paul Burty Haviland en 1917, Suzanne découvre une autre famille d’artistes. Son mari est photographe ; son beau-frère, Franck Burty Haviland, peintre et ami de Picasso ; son beau-père, Charles Edward Haviland, industriel de la porcelaine. Mais c’est pour la manufacture Théodore Haviland, dirigée par le cousin de son mari, que Suzanne crée ses services de table à partir de 1925.
Suzanne n’oublie pas pour autant la Maison Lalique où Paul Burty Haviland épaule son beau-père pour le développement de ses verreries et photographie ses œuvres pour les catalogues commerciaux. Parallèlement à la création d’objets décoratifs, Suzanne et René associent également leurs talents dans le domaine de la décoration d’intérieur, en particulier les salons des premières classes du paquebot Paris en 1921, et pour le Côte d’Azur Pullman Express, en 1929.
En 1930, la galerie Bernheim-Jeune consacre une première exposition à Suzanne Lalique peintre. Son univers pictural se nourrit de son environnement quotidien. Simples par leur sujet, ses tableaux frappent par le raffinement de la palette chromatique, la vigueur du pinceau et la hardiesse du cadrage. Ses dernières œuvres, peuplées des accessoires et des atmosphères du théâtre, sont présentées en 1973 à la Galerie rue du Dragon, à Paris.
À partir de 1937, Suzanne se consacre au théâtre, sollicitée par Édouard Bourdet, puis Charles Dullin. À la tête des ateliers de décors et de costumes, elle imprime son propre style à la Comédie-Française et s’attache à donner une unité de ton aux spectacles . Elle collabore également à des projets extérieurs à la prestigieuse maison, en particulier à l’initiative de Jean Meyer dans le domaine du théâtre et de Francis Poulenc dans celui de l’opéra.
Elle meurt le 16 avril 1989 et est enterrée à Yzeures-sur-Creuse.

### Citation
« La décoration n’était pas son métier, mais son état. Elle a été décoratrice comme Verlaine a été poémier : le bon goût poétique le plus limpide sortait d’elle comme d’une source inépuisable. »

— Jacques Charon, Moi, un comédien.